# Mouvement Ma Serbie
Le Mouvement Ma Serbie (en serbe : Покрет Моја Србија et Pokret Moja Srbija) est un parti politique serbe. Il a été officiellement enregistré le 28 novembre 2007. Il est présidé par l’acteur Branislav Lečić.

## Histoire
Le Mouvement Ma Serbie a été créé en novembre 2007, après que son actuel président, Branislav Lečić, a quitté le Parti libéral-démocrate qu’il avait contribué à fonder avec Čedomir Jovanović.

## Programme
Le mouvement se définit comme un parti centriste, dans la mesure où il tente de réconcilier les deux grands blocs de la vie politique serbe, le bloc des « patriotes » et celui des « pro-européens », que Vojislav Šešelj appelle le « bloc des traîtres » (en serbe : izdajnički blok). Un autre thème phare du programme du Mouvement est la décentralisation de la Serbie.

## Élections
Le Mouvement Ma Serbie a pris part aux élections législatives serbes de mai 2008 et a présenté 139 candidats ; la liste, conduite par Branislav Lečić, a obtenu 8 879 voix, soit 0,21 % des suffrages, score qui ne lui a pas permis d’obtenir de député à l’Assemblée nationale de Serbie.